# 25 (număr)
25 (douăzeci și cinci) este numărul natural care urmează după 24 și este urmat de 26.

## În matematică

25 este un pătrat perfect

- Este un număr compus.[1]
- Este un număr semiprim.[2][3]
- Este un număr automorf.[4]
- Este un număr aspirant.[5]
- Este un număr briliant.[6][7] deoarece este un produs de numere prime având același număr de cifre.
- Este un număr Cullen.[8]
- Este cel mai mic număr Friedman în baza 10, întrucât poate fi exprimat pe baza cifrelor proprii: 52.[9]
- Este un număr puternic.[10][11]
- Este un număr rotund.[12][13]
- Este un pătrat perfect, fiind pătratul numărului 5: 25 = 5 × 5.
- Este un număr Størmer.[14][15]
- Este un număr centrat pătratic.[16][17]
- Este un număr centrat octogonal.[18][19]
- Este un număr centrat octaedric.[20]
- Este cel mai mic pătrat perfect care este o sumă de două pătrate nenule: 25 = 32 + 42. De aceea, apare adesea în exemplele ilustrative ale teoremei lui Pitagora.
- Este unul dintre cele două numere formate din două cifre al căror pătrat se termină în aceleași două cifre: 252 = 625; celălalt număr este 76.
- Este reprezentarea procentuală (25%) a unui sfert sau a unei pătrimi (1/4).

## În știință
- Este numărul atomic al manganului.[21]

### Astronoie
- NGC 25 este o galaxie lenticulară situată în constelația Phoenix.
- Messier 25 este un roi deschis situat în constelația Săgetătorul.
- 25 Phocaea este o planetă minoră.
- 25D/Neujmin este o cometă periodică din sistemul solar.

## Alte domenii
- După 25 ani de căsătorie este aniversată nunta de argint.[22]
- Este codul de țară UIC al Letoniei.[23]